# 新山詩織
新山 詩織（にいやま しおり、本名：非公開、1996年2月10日 - ）は、日本の女性シンガーソングライター、作家、女優。所属レコード会社と事務所はB ZONE。埼玉県出身。

## 略歴

### メジャーデビュー前
父親の影響で、小学生の頃から70〜80年代のブルース、パンク、ロックを中心とした洋楽・邦楽を聴いて育った。もともとはピアノを習っていたものの、自宅にあった父親のエレキギターに興味を持ち、中学入学と同時に軽音楽部に入部してガールズバンドを結成。担当はリードギターだったが、曲によってリードボーカルも担当。その後、アコースティック・ギターも弾くようになった。
中学卒業直前のある日、初めて作詞、作曲したオリジナル曲『だからさ』を完成させ、春休みには初めて1人で路上ライブを行う。
高校に進学するがそこには軽音楽部がなかったため、もっと真剣に音楽に取り組もうとまだ15歳だった1年生の夏頃からギターと歌のレッスンを受けるようになり、創作活動も本格的に始めた。しかし、中学時代のガールズバンドの経験しかない自分に危機感を持ち、もっとたくさんの人に自分の歌を聴いてもらうための修業が必要だと思い、新宿、大宮、池袋、渋谷などで、路上ライブを行った。
2012年、16歳だった高校2年生の春に「Treasure Hunt 〜ビーイングオーディション2012〜」に『詩織』の名前で応募する。6月24日に行われた最終審査で、オリジナル曲の『だからさ』と椎名林檎の『丸ノ内サディスティック』を弾き語りで披露し、審査員の高評価を得て8000人の中からグランプリを受賞。メジャーデビューの権利を得ると、デビューに向けて創作活動やストリートライブ、そしてライブハウスでの活動をスタートさせる。初めて行われたレコーディングでは、わずか3回の弾き語り演奏でOKを出し、サウンドプロデューサーの笹路正徳から、天性のリズム感と歌声、素直なギターの演奏に対し、「音楽が天職の人」との評価を得た。また、弾き語りだけでなくバンドセッションも行い、弾き語りで作っていた楽曲のバンドアレンジを実現させる。新曲のレコーディングでは、エレキギターとアコースティックギターを弾いた。

### メジャーデビュー後
- 2012年12月12日に0thシングル『だからさ 〜acoustic version〜』でアーティストデビュー[8][6]。
- 2013年4月17日に「ゆれるユレル」でCDメジャーデビュー。

詳細は年譜を参照。
- 2018年12月12日、渋谷WWWのライブ『新山詩織 LIVE OF PAUSE 20181212 ～my place & your place～』をもって活動休止[9]。

- 2021年4月25日、正式に活動再開することを発表[10][11]。

## 年譜

### 2012年
- 12月12日、メジャーデビューに先駆けて“0枚目のシングル”と銘打った1曲入りCD「だからさ 〜acoustic version〜」を発表。アーティストデビューとなったこの日にオフィシャルWEBサイトがオープンし、オフィシャルブログもアメーバ（現在はLINE BLOGに移行）にてスタート。同時に新山詩織のオーディションからデビューまでをドキュメンタリーで制作された動画がYouTubeの新山詩織チャンネルにて公開される。

### 2013年
- 2月10日、GIRLS限定イベント“GIRLS MEETING”スタート。（1年間全国各地で実施）
- 3月29日、レギュラー番組『NACK5時ラジ』内のNACK5『新山詩織　Looking to the sky』スタート。
- 3月31日、札幌Sound Lab moleオープニングアクト出演。
- 4月17日、18日、デビューイベント「ドキュメンタリーフィルム上映＋LIVE」を東京・大阪で開催。
- 4月17日、シングル「ゆれるユレル」でメジャーデビュー[12]。
- 4月28日、新潟「Niigata　Rainbow ROCK Market2013」出演
- 5月3日、大阪「FM802×FM COCOLO　FUNKY MARKET」出演。
- 5月15日、東京 J-WAVE TOKYO REAL-EYES "LIVE SUPERNOVA"vol.83出演。
- 5月20日、音楽雑誌「FLYING POSTMAN PRESS」にて連載スタート。
- 6月9日、名古屋 Blue Note「LACHIC presents SAKAE SP-RING 2013」出演。
- 6月15日、仙台「Sendai Music Attack!」オープニングアクト出演。
- 6月14日公開の映画『絶叫学級』で、脚本の段階からオファーを受けて新山が作詞・作曲した「Don't Cry」（7月10日発売）が主題歌として採用[13]。また、メジャーデビューシングルの「ゆれるユレル」も劇中歌として採用される[13]。
- 7月、2ndシングル「Don`t cry」がグリコのポッキーチョコレート スペースシャワーTV CFソングに採用され、自身もそのCMに出演。スペースシャワーTVと渋谷のグリコビジョンおよび特設サイトにて、7月1日より3ヶ月間ON AIRされる。
- 7月10日、2ndシングル「Don`t cry」リリース。映画「絶叫学級」主題歌
- 7月21日、北海道「JOIN ALIVE」出演。
- 8月2日、「rockin'on presents ROCK IN JAPAN FESTIVAL 2013」出演。
- 9月29日、「ミュージックシティ天神2013」出演。
- 10月12日、音楽雑誌「WHAT's IN?」にて「連載 新企画「詩を織る」がスタート！
- 11月9日、「oricon Sound Blowin' 2013～autumn～」出演。
- 11月13日、3rdシングル「ひとりごと」がリリース。TBS系の「CDTV」エンディングテーマに起用され公開されたMV動画が1ヶ月間で30万回以上再生された。
- 12月14日、新潟県 三条市中央公民館大ホール＜第13回青少年のためのコンサート＞出演。
- 12月19日、SHIBUYA-AX「LOVE!LIFE!LIVE!～X'mas SPECIAL～」出演。
- 12月25日、魔法のiらんどの人気作家、AKuBiy（アクビー）書き下ろしによる4thシングル「今 ここにいる」[注 3]とのコラボ小説の連載が開始される[14]。

### 2014年
- 1月16日、「iTunes NEW ARTISTS 2014」に選ばれる。
- 2月12日、高校生活では最後となる作品で4thシングル「今 ここにいる」リリース。この楽曲はソチオリンピックに出場した高梨沙羅が出演するクラレ企業のCMソングとしてオンエア。
- 3月26日、ファーストアルバム「しおり」発売。
- 4月20日～26日、新山詩織 1stライブツアー「しおりごと」東京・大阪で開催。チケットは全公演ソールドアウトとなった。
- 7月1日、NACK5にて新レギュラー番組「新山詩織のふたりごと」がスタート。
- 7月18日、1stアルバム「しおり」が第７回CDショップ大賞2015 一次ノミネート作品として選出される。
- 8月14日、新山詩織のデザインによる商品の問い合わせが相次ぎ、オフィシャルGOODSの通信販売がスタートする。
- 9月3日、nicotenアコースティックイベント「nico labo Vol.5」出演。
- 9月11日、ti-ti.uu自主企画イベント「私生活 #1」出演。
- 10月11日、「フラワーカンパニーズ presents DRAGON DELUXE 2014」出演。
- 12月3日、5thシングル「絶対」発売。
- 12月12日、デビュー2周年を記念したアコースティックライブ「しおりごと～acoustic version～」を東京代官山UNITにて開催。
- 12月31日、rockin` on presents 「COUNTDOWN JAPAN 14/15」幕張メッセ国際ホールにて出演。

### 2015年
- 1月15日、赤坂BLITZにて開催される、フラカン25周年記念トリビュートパーティ「WE ♥ FC MORE THAN EVER」出演。
- 3月14日、3月15日、熊本にて開催される「HAPPY JACK 2015」出演。
- 3月18日、6枚目のシングル「ありがとう」リリース。
- 3月21日、新山詩織 アコースティックLIVE「Absolute Acoustic」大阪心斎橋JANUSにて開催。
- 3月22日、ライブイベント「SANUKI ROCK COLOSSEUM」出演。
- 3月29日、ボランティア活動として「南相馬市鎮魂復興市民植樹祭」へ参加。
- 5月3日、ライブイベント「EX THEATER TV presents n・g・g・f vol.2～new guitar girls fes.～」に植田真梨恵やchayと出演。
- 5月14日、アコースティックライブ「AIR-G’　時計台アコースティックライブVol.105」出演。
- 5月22日、ライブイベント「MUSIC REVOLUTION in morioka」「MUSIC REVOLUTION in sendai」出演。
- 6月17日、2ndアルバム「ハローグッバイ」をリリース。
- 6月24日、「ヒャダインpresents “ガルポプ！”夏の大感謝祭」出演。
- 6月下旬、ヤマハミュージックメディアより2ndアルバム「ハローグッバイ」ギター弾き語りスコアを発売。
- 7月11日～7月18日、2ndライブツアーが東京・大阪・名古屋で開催。チケットは即日ソールドアウトとなった。
- 7月20日、RKBラジオ「ももち浜サマーフェスタ」出演。
- 8月8日、「rockin'on presents 　ROCK IN JAPAN FESTIVAL 2015 Supported by BOSE」出演。
- 8月30日、「鎌倉音楽祭 鶴舞2015」出演。
- 12月5日～12月27日、「新山詩織 アーティストデビュー3周年記念ライブツアー「19」」を仙台、札幌、東京、名古屋、大阪、福岡にて開催。

### 2016年
- 1月9日～2月13日、7th シングル「隣の行方」リリース記念として初のインストアイベントツアーを全国にて開催。ライブ＆握手会を行う。
- 2月13日公開の市原隼人 主演映画「ホテルコパン」の主題歌「もう、いかなくちゃ。」（2月10日リリースされた7thシングル「隣の行方」C/W）を新山詩織が担当。
- 2月14日、「新山詩織 20th Birthday Live「20」」を渋谷CLUB QUATTROで開催。
- 2月14日、イベント「CANDLE 11th LOVE Picnic」出演。
- 4月11日、フジテレビ系連続ドラマ福山雅治主演の月9ドラマ「ラヴソング」に出演。出演出番がたった数秒ではあったが視聴者から「あの美少女は誰なのか？」といった問い合わせが相次いだことにより「めざましテレビ」などでも特集された。ドラマデビュー作品となる。同時に福山雅治が作詞作曲した新曲「恋の中」がドラマ劇中歌に決定。
- 4月27日、月9ドラマ「ラヴソング」劇中歌「恋の中」をAMUSE INCより配信限定でリリース。
- 5月10日、KDDIウェブコミュニケーションズが提供するヴィジュアルブログサービス、g.o.a.t (ゴート)のプロモーション動画に出演。
- 5月28日、「森の長城プロジェクト」主催「forever green project in 千年希望の丘」出演。
- 6月4日、6月5日、「Eggs presents SAKAE SP-RING 2016」出演。
- 6月29日、女優デビュー作「ラヴソング」での劇中歌「恋の中」を収録したダブルA面の8thシングル「あたしはあたしのままで/恋の中」リリース。
- 7月30日、8月27日、「15th Anniversary 情熱大陸 SPECIAL LIVE SUMMER TIME BONANZA '16」　大阪公演、東京公演に出演予定。
- 8月3日、国立代々木競技場で行われる「坂崎幸之助の第2回ももいろフォーク村デラックス」出演。
- 8月7日、国営ひたち海浜公園にて開催される「ROCK IN JAPAN FES.2016」出演。
- 9月4日、さいたまスーパーアリーナで行われる「Acoustic Village」出演。
- 10月8日、八幡浜市文化会館で行われる「井上苑子＆新山詩織＆ミレア　ジョイントコンサート2016」出演。
- 10月23日、「埼玉学園大学・川口短期大学　埼学祭・明暁祭 屋外フリーLIVE」出演。
- 11月5日「都留文科大学　第61回桂川祭　野外フリーLIVE」出演。
- 12月3日、公開の松雪泰子主演映画「古都」のエンディングテーマを担当。中島みゆきの「糸」をカバーする。
- 12月18日～2017年1月21日、「新山詩織　全国ツアー2016-2017」東京、名古屋、大阪、福岡、札幌、仙台、埼玉にて開催。

### 2017年
- 2月19日、日本赤十字社主催の献血推進プロジェクト「LOVE in Actionご当地大作戦 in 三重」出演。
- 3月22日、新山詩織×NTT西日本によるコラボレーションCM映像の第2弾が発表公開される。
- 6月18日、THE GROOVERSの藤井一彦の生誕半世紀大感謝祭「KAZ’S HALF CENTURY BLUES SHOW」に出演。
- 7月22日、エフエム秋田公開録音「新山詩織スペシャルライブ in 北秋田」開催。
- 8月6日、アサヒビール presents 「情熱大陸ライブ2017」出演。
- 9月2日、新山詩織 PREMIUM 弾き語りライブ「しおりだけ～ひとり唄～」開催。
- 9月6日、プロデューサーにCHARAを迎え、MVを岩井俊二監督がメガホンをとった1年3ヵ月振りのシングル「さよなら私の恋心」をリリース。
- 9月23日、「STARDUST DIRECTORS film fes. 2017」ティーチインゲストとして舞台登壇。（映画「古都」の主題歌「糸」を担当したことにより）
- 11月3日、東海大学熊本キャンパス「東熊祭・数鹿流祭」出演。

### 2018年
- 1月31日、初のベスト盤「しおりごと -BEST-」リリース。
- 2月2日～2月12日、「新山詩織ライブツアー2018「しおりごと-BEST-」を東京、大阪、愛知の3都市で開催。
- 10月19日、公式ページにて6年間に及ぶアーティスト活動を12月12日で休止することを発表。
- 12月12日、「新山詩織 LIVE OF PAUSE 20181212 ～my place & your place～」を開催。チケットが即日ソールドアウトとなったこのライブ終了とともに学業に専念するため一旦、活動休止。

### 2021年
- デビュー8周年記念日である4月17日にInstagram公式アカウントを開設するとともに、TwitterとInstagramで新曲「Smile for You」のアカペラ動画を公開。
- 4月25日、正式に活動再開することを発表。あわせてLINEドラマ「#love delusion」の主題歌を担当することを発表。
- 12月12日、再始動ライブ「新山詩織 live 2021〜In The Beginning〜」を渋谷WWW Xにて開催。

### 2022年
- 3月16日、「Do you love me?」配信リリース。
- 4月6日、初のミニアルバム「I'm Here (新山詩織のアルバム)」をリリース。
- 4月17日〜4月24日、日本橋三井ホールからスタートするライブツアー「新山詩織 live 2022 〜New〜」の開催。
- 9月10日〜9月30日、アコースティックライブツアー「新山詩織 アコースティックlive 2022 〜夏の終わり〜」開催。
- 12月12日、アーティストデビュー10周年を記念したスペシャルライブ「新山詩織 10th Anniversary live 〜My Roots〜」を開催。

### 2023年
- 7月5日、4枚目のアルバム「何者 〜十人十色〜」発売予定。
- 7月14日、新山詩織ライブツアー2023「何者 〜十人十色〜」が愛知県を皮切りに大阪、東京で開催予定。

## 人物
- 出身地は埼玉県。2016年には20歳になったことにより東京都内にて一人暮らしを始めた。妹と弟が一人ずついる。
- 本名については非公開となっているが[1]、「詩織」の部分については本名であり、サザンオールスターズの楽曲「栞のテーマ」が由来であることと、「同楽曲の歌詞に出てくる、そんな女性のように素敵な人になってくれますように」という願いを込めて、サザンファンの母親がつけた名前であることが言及されている[15]。
- もともとはアーティストになりたくてオーディションを受けた訳ではなく、学生時代自分自身に自信がなくうつむき気味な毎日を送っていた、そんな自分を変えたいという一心でオーディションに参加した。
- 好きなミュージシャンはチバユウスケ（The Birthday）、藤原基央（BUMP OF CHICKEN）、くるり、斉藤和義、ザ・グルーヴァーズ、佐藤タイジ（THEATRE BROOK）、YUKI、椎名林檎、Carole King、Vanessa Carlton、Franz Ferdinandなど[2][3][16]。
- 好きな言葉は「ROCK」[17]。モットーは「神に誓うな、己に誓え。」である。
- フェンダー製のアコギを主に使用している。
- 無類の猫好きであり、実家では3匹の猫、麦（メス）[18]、吟（オス）[19][20]、甜（メス）[21]を飼っている（飼育順）。
- 月9ドラマ「ラヴソング」で共演している藤原さくらはドラマで共演する以前からの友人で一緒に食事をしに行く仲である。
- 山崎あおいとも食事に行くなどの交友関係がある[22][23]。
- 音楽活動を休止する理由として新たな夢に向かうには音楽活動を続けながらは難しいと判断した結果休止の道を選んだ[24]。
- 活動休止をしていた2年間は心理学を勉強するために専門学校に通っていた、その間に自動車の運転免許を取得。

## ディスコグラフィ

### シングル
|     | 発売日         | タイトル                      | 規格                              | 規格品番                      | 最高順位   |
| --- | -------------- | ----------------------------- | --------------------------------- | ----------------------------- | ---------- |
| 0th | 2012年12月12日 | だからさ 〜acoustic version〜 | CD                                | 非売品                        | 集計対象外 |
| 1st | 2013年4月17日  | ゆれるユレル                  | CD                                | JBCZ-6001                     | 57位       |
| 2nd | 2013年7月10日  | Don't Cry                     | CD                                | JBCZ-6002                     | 38位       |
| 3rd | 2013年11月13日 | ひとりごと                    | CD                                | JBCZ-6004                     | 39位       |
| 4th | 2014年2月12日  | 今 ここにいる                 | CD                                | JBCZ-6005 JBCZ-6006           | 45位       |
| 5th | 2014年12月3日  | 絶対                          | CD＋DVD (MV) CD＋DVD (ライブ） CD | JBCZ-6012 JBCZ-6013 JBCZ-6014 | 53位       |
| 6th | 2015年3月18日  | ありがとう                    | CD＋DVD (MV) CD＋DVD (ライブ） CD | JBCZ-6017 JBCZ-6018 JBCZ-6019 | 40位       |
| 7th | 2016年2月10日  | 隣の行方                      | CD＋DVD (MV) CD＋DVD (ライブ） CD | JBCZ-6035 JBCZ-6036 JBCZ-6037 | 21位       |
| 8th | 2016年6月29日  | あたしはあたしのままで/恋の中 | CD＋DVD (MV) CD                   | JBCZ-6047 JBCZ-6048           | 15位       |
| 9th | 2017年9月6日   | さよなら私の恋心              | CD＋DVD (MV) CD＋DVD (ライブ) CD  | JBCZ-6064 JBCZ-6065 JBCZ-6066 | 39位       |

### アルバム
|     | 発売日         | タイトル             | 規格                                 | 規格品番                      | 最高順位 |
| --- | -------------- | -------------------- | ------------------------------------ | ----------------------------- | -------- |
| 1st | 2014年3月26日  | しおり               | CD＋DVD CD＋小説ブックレット CD      | JBCZ-9006 JBCZ-9007 JBCZ-9008 | 39位     |
| 2nd | 2015年6月17日  | ハローグッバイ       | CD＋DVD CD                           | JBCZ-9016 JBCZ-9017           | 32位     |
| 3rd | 2016年11月30日 | ファインダーの向こう | CD＋DVD(MV) CD＋DVD(LIVE) CD＋特典CD | JBCZ-9042 JBCZ-9013 JBCZ-9044 | 26位     |
| 4th | 2023年7月5日   | 何者 〜十年十色〜    | CD＋DVD CD＋フォトブックレット       | JBCZ-9144/JBBZ-9144 JBCZ-9145 | 18位     |

### ミニアルバム
|     | 発売日       | タイトル | 規格    | 規格品番  | 最高順位 |
| --- | ------------ | -------- | ------- | --------- | -------- |
| 1st | 2022年4月6日 | I'm Here | CD＋DVD | JBCZ-9131 | 52位     |

### ベストアルバム
|     | 発売日        | タイトル          | 規格       | 規格品番            | 最高順位 |
| --- | ------------- | ----------------- | ---------- | ------------------- | -------- |
| 1st | 2018年1月31日 | しおりごと -BEST- | CD＋DVD CD | JBCZ-9063 JBCZ-9064 | 38位     |

### 映像作品
|     | 発売日         | タイトル                                                 | 規格 | 規格品番  | 最高順位 |
| --- | -------------- | -------------------------------------------------------- | ---- | --------- | -------- |
| 1st | 2018年6月27日  | 新山詩織 PREMIUM弾き語りライブ「しおりだけ〜ひとり唄〜」 | DVD  | JBBZ-5011 | 16位     |
| 2nd | 2018年10月17日 | 新山詩織 ライブツアー2018「しおりごと-BEST-」            | DVD  | JBBZ-5012 | 8位      |

### 配信曲
|      | 発売日        | タイトル                         | 規格         | 配信     | 備考                                                                                           |
| ---- | ------------- | -------------------------------- | ------------ | -------- | ---------------------------------------------------------------------------------------------- |
| 配信 | 2016年4月27日 | 恋の中                           | 配信シングル | iTunes他 | 福山雅治作詞・作曲・プロデュース フジテレビ系ドラマ「ラブソング」劇中歌 AMUSE INC.よりリリース |
| 配信 | 2022年3月16日 | Do you love me?                  | 配信シングル | iTunes他 |                                                                                                |
| 配信 | 2022年8月29日 | I can`t tell you feat.和久井沙良 | 配信シングル | iTunes他 |                                                                                                |
| 配信 | 2022年9月29日 | Free feat.山崎あおい             | 配信シングル | iTunes他 |                                                                                                |
| 配信 | 2024年4月27日 | 春曇り feat.Ran                  | 配信シングル | iTunes他 |                                                                                                |

### 参加作品
|     | 発売日         | タイトル                                      | 規格 | 規格品番  | 最高順位 |
| --- | -------------- | --------------------------------------------- | ---- | --------- | -------- |
| 1st | 2014年10月22日 | I♥FC MORE THAN EVER -Flower Companyz Tribute- | CD   | AICL-2751 | 53位     |

## タイアップ
| 起用年 | 楽曲                   | タイアップ |
| ------ | ---------------------- | --- |
| 2013年 | ゆれるユレル           | テレビ朝日音楽番組『musicる TV』4月度オープニングテーマ |
| 2013年 | ゆれるユレル           | チバテレビ『MUSIC LAUNCHER』4月度オープニングテーマ |
| 2013年 | ゆれるユレル           | テレビ金沢（KTK）夕方ワイド番組『花のテレ金ちゃん』4月度エンディングテーマ |
| 2013年 | ゆれるユレル           | 九州朝日放送（KBC）音楽番組『V3』5月度オープニングテーマ |
| 2013年 | ゆれるユレル           | 映画『絶叫学級』劇中歌 |
| 2013年 | Don't Cry              | 映画『絶叫学級』主題歌 グリコポッキーチョコレート スペースシャワーTV CMソング |
| 2013年 | ひとりごと             | TBS系音楽番組『CDTV』11月度エンディングテーマ |
| 2014年 | 今 ここにいる          | クラレ企業CM 『高梨沙羅篇』 CMイメージソング チバテレビ『MUSIC LAUNCHER』3月度エンディングテーマ                                                                                      |
| 2014年 | Looking to the sky     | テレビ東京系 『Crossroad』 エンディングテーマ |
| 2014年 | 絶対                   | TBS系 『王様のブランチ』 12月・1月エンディングテーマ テレビ金沢（KTK）夕方ワイド番組『花のテレ金ちゃん』12月度エンディングテーマ チバテレビ『MUSIC LAUNCHER』12月度エンディングテーマ |
| 2014年 | 分かってるよ           | 映画 『寄り添う』 主題歌 |
| 2014年 | きらきら               | 映画 『寄り添う』 劇中歌 |
| 2014年 | たんぽぽ               | ロッテ短編映画 『class work』 主題歌 |
| 2015年 | Looking to the sky     | ロッテ短編映画 『MY NAME』主題歌 |
| 2015年 | 午後3時                | ロッテ短編映画 『ふたりだけの声』 主題歌 |
| 2015年 | ありがとう             | 山陰中央テレビ 『第36回まつえレディースハーフマラソン』番組テーマ |
| 2015年 | ありがとう             | MBS 『みんなの甲子園』母の朝コーナー テーマ曲 |
| 2015年 | ありがとう             | チバテレビ『MUSIC LAUNCHER』3月度エンディングテーマ |
| 2015年 | ありがとう             | テレビ埼玉\| 『彩の国ニュース ほっと』テーマソング |
| 2015年 | ありがとう             | 新潟総合テレビ 『Smile Stadium』6月度エンディングテーマ |
| 2015年 | Hello                  | テレビ金沢 『となりのテレ金ちゃん』6月期エンディングテーマ |
| 2015年 | Hello                  | TOKYO FM『LOVE CONNECTION』6月度ミュージックタグ パワープレイ |
| 2016年 | もう、行かなくちゃ。   | 映画『ホテルコパン』主題歌 |
| 2016年 | 隣の行方               | 日本テレビ 『パズリズム』2月度オープニングテーマ |
| 2016年 | 恋の中                 | フジテレビ系連続ドラマ 『ラブソング』劇中歌 |
| 2016年 | あたしはあたしのままで | 日本テレビ 『パズリズム』7月度エンディングテーマ 『2016楽器フェア』公式イメージソング                                                                                                 |
| 2016年 | 糸                     | 映画『古都』エンディングテーマ |
| 2016年 | 名前のない手紙         | ネスレシアター on YouTube ショートムービー『Matcha!!!』主題歌 |
| 2017年 | Snow Smile             | 『冬スポ WINTER SPORTS FESTA 16』公式テーマソング CM総合研究所『CM INDEX』１月度エンディングテーマ                                                                                    |
| 2017年 | らくがきちょう         | NTT西日本『就活生応援』イメージソング |
| 2017年 | 愛は勝つ               | 日本財団『子どもサポートプロジェクト』 |
| 2021年 | TBA                    | LINE NEWS「VISION」配信ドラマ「#love delusion」 |
| 2022年 | New                    | テレビ大阪主催「キッチンカーコレクションinサンシャインワーフ神戸 Spring 」テーマソング                                                                                                |

## 出演

### ドラマ
- フジテレビ系連続ドラマ「ラヴソング」（2016年4月11日 - 6月13日） 宍戸春乃 役

### CM
- グリコ 「ポッキーチョコレート」[注 4]
- NTT西日本「就活生応援」

### ラジオ
- 新山詩織のふたりごと（2014年7月 - 2017年3月28日 、NACK5） - 「The Nutty Radio Show おに魂」内で放送。

## 連載
- 音楽雑誌「FLYING POSTMAN PRESS」にて連載
- 音楽雑誌「WHAT's IN?」にて「連載 新企画「詩を織る」を連載
- 新山詩織×AKuBiy（アクビー）魔法のiらんどでコラボ小説を連載